# San Pietro Mosezzo
San Pietro Mosezzo là một đô thị ở tỉnh Novara ở vùng Piedmont của Ý, tọa lạc cách 80 km về phía đông bắc của Torino and about 5 km về phía tây của Novara. Tại thời điểm ngày 31 tháng 12 năm 2004, đô thị này có dân số 1.789 người và diện tích là 34.8 km².
San Pietro Mosezzo giáp các đô thị: Biandrate, Briona, Caltignaga, Casaleggio Novara, Casalino, Novara, và Vicolungo.